# シュヴァリエ・ポール (フォルバン級駆逐艦)
シュヴァリエ・ポール（フランス語：Chevalier Paul, D 621）は、フランス海軍の駆逐艦。ホライズン計画におけるフランス採用版であるフォルバン級駆逐艦の2番艦。艦名は17世紀に活躍した海軍提督であるシュヴァリエ・ポールことジャン＝ポール・ド・ソーミュール（Jean-Paul de Saumeur）に由来する。

## 艦歴
「シュヴァリエ・ポール」は、DCNロリアン造船所で2003年10月23日に起工し、2006年7月12日に進水、2009年6月に就役。
配備先はロリアン港。